# Corale Zumellese
La Corale Zumellese è un coro polifonico con sede a Mel, fondato nel 1971 e diretto da Manolo Da Rold.

## Storia
La Corale Zumellese ha collaborato con numerose orchestre e vari compositori, tra cui Z. Randall Stroope, Javier Busto, Ivo Antognini, Piero Caraba, Gianmartino Durighello, Battista Pradal, Sandro Filippi, Giorgio Susana e direttori come Nevio Stefanutti (fondatore del coro), Giorgio Kirschner, Piergiorgio Righele, Stojan Kuret, Fabrizio Barchi e molti altri.
Fino al 1985 l'organico del coro era maschile solo in quell'anno sono state inserite le sezioni femminili.
La Corale Zumellese organizza a Mel una delle più prestigiose rassegne internazionali di canto corale.

## Tournée
Ha eseguito oltre 800 concerti in tutta Europa ed America e ha partecipato a decine di festival internazionali, concorsi corali nazionali ed internazionali.

## Discografia parziale
- 2001 - Mozart e la liturgia salisburghese
- 2019 - Angele Dei - Armel music[1]

## Premi e riconoscimenti
- 2003 Concorso Nazionale di Gressan (AO)

1º premio assoluto
premio speciale della giuria per il brano d'obbligo
- 2004 Concorso Nazionale di Biella

3º premio assoluto
- 2005 Concorso internazionale "Seghizzi" Gorizia

3º premio e fascia di merito sez. programma libero
- 2006 Concorso Nazionale Vittorio Veneto

1º premio, premio speciale ASAC
- 2009 VII Gran premio corale F. Marcacci di Montorio al Vomano

1º premio assoluto
e vittoria del Gran Premio "F. Marcacci"
premio speciale per la polifonia contemporanea
- 2011 XLV Concorso Corale Nazionale “Trofei città di Vittorio Veneto:

1º premio cat. B
3º premio cat. C
premio speciale ASAC
premio speciale al miglior direttore
- 2014 Festival della Coralità veneta (Venezia)

Assegnazione del Gran Premio al Festival della coralità veneta di Venezia
1º premio assoluto cat. polifonia
fascia d'eccellenza cat. canto popolare
Premio speciale della giuria miglior esecuzione brano contemporaneo cat. polifonia
- 2020 Concorso Nazionale video AERCO[4] 2020

1º premio assoluto